# 古川龍彦
古川 龍彦（ふるかわ たつひこ、生年不明）は、日本の医学者。医学博士。
鹿児島大学大学院医歯学総合研究科分子腫瘍学教授を退職後、同客員研究員。専門は分子腫瘍学。所属学会は、がん分子標的治療研究会、日本分子生物学会、日本生化学会、日本癌学会。

## 略歴
1983年3月鹿児島大学医学部医学科卒業、同年5月天理よろづ相談所病院レジデント、1985年4月鹿児島大学大学院医学研究科博士課程（生化学）入学、1989年7月単位取得の上退学、同年7月鹿児島大学医学部附属腫瘍研究施設がん化学療法部門助手、1992年4月ダナファーバー癌研究所，ハーバード大学医学部研究員、1995年4月鹿児島大学助手に復職、2002年3月同助教授、2003年4月同大学院医歯学総合研究科分子腫瘍学分野（改組のため）助教授、2011年1月同教授。2022年3月1日、鶴陵会館大ホールにて、退職にあたり、最終講義を行なった。2022年度からは、鹿児島大学大学院医歯学総合研究科客員研究員。